# Јужни Судан на Светском првенству у атлетици на отвореном 2017.
Јужни Судан је учествовао на  16. Светском првенству у атлетици на отвореном 2017. одржаном у Лондону од 4. до 13. августа први пут. Репрезентацију Јужног Судана представљао је 1 атлетичар који се такмичио у трци на 5.000 метара.,
На овом првенству такмичар Јужног Судана није освојио ниједну медаљу нити је остварио неки резултат.

## Учесници
Мушкарци:
- Дејвид Куленг — 5.000 метара

## Резултати

### Мушкарци
| Атлетичар     | Дисциплина | Лични рекорд | Квалификације | Квалификације | Финале       | Финале       | Детаљи |
| Атлетичар     | Дисциплина | Лични рекорд | Резултат      | Место         | Резултат     | Место        | Детаљи |
| ------------- | ---------- | ------------ | ------------- | ------------- | ------------ | ------------ | ------ |
| Дејвид Куленг | 5.000 м    | 13:54,69     |               |               | 14:53,19 ЛРС | 38 / 39 (42) |        |